# Cecil Scott Forester

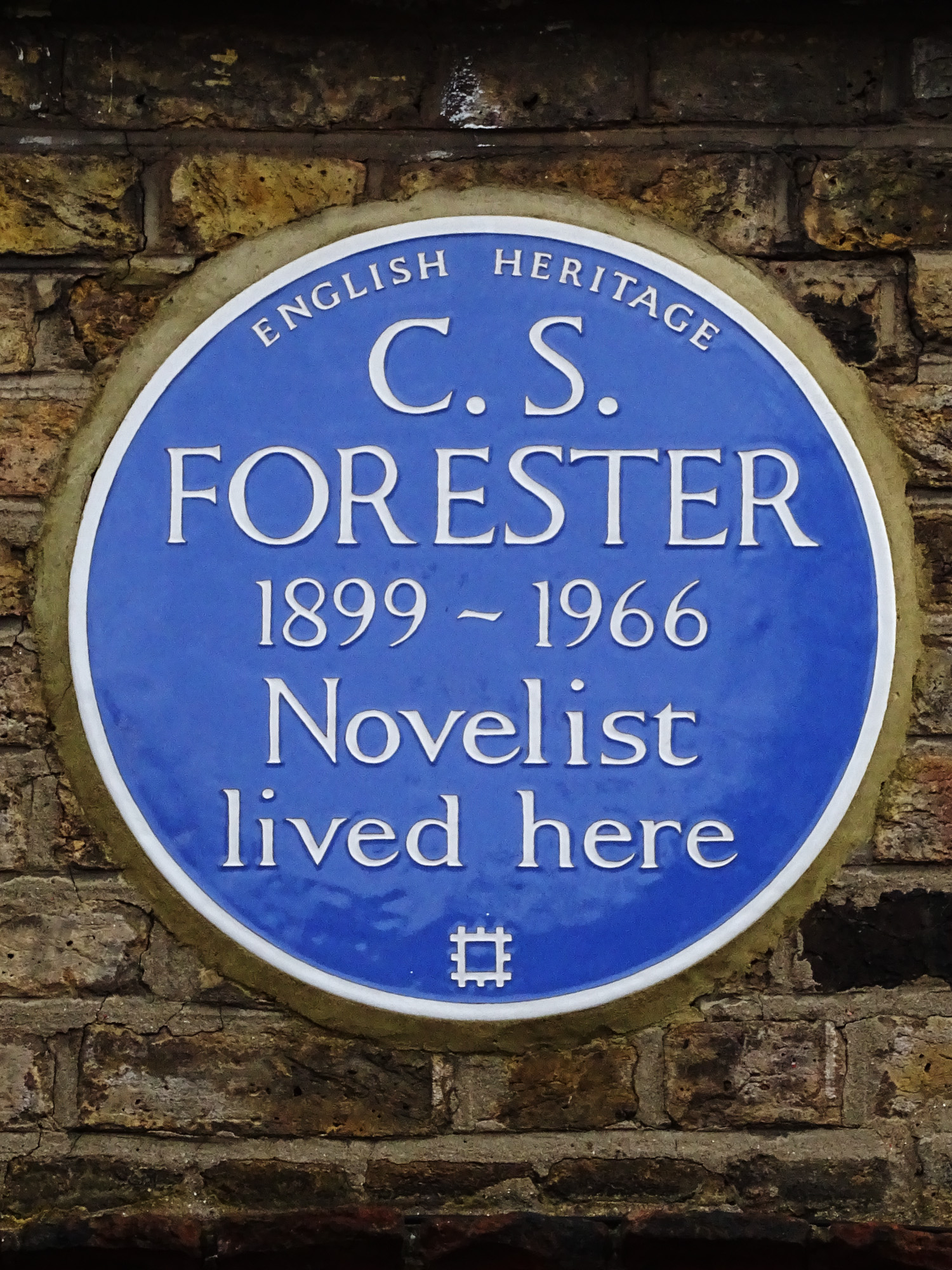
Plakette an Foresters ehemaligem Wohnort 58 Underhill Road, London

Cecil Scott Forester (* 27. August 1899 in Kairo, Ägypten als Cecil Lewis Troughton Smith; † 2. April 1966 in Fullerton, Kalifornien) war ein britischer Schriftsteller und Journalist.

## Leben
Sein Vater, ein unterer britischer Beamter im ägyptischen Bildungsministerium, ließ ihn in England erziehen. Er brach das anschließende Medizinstudium ab und begann seine schriftstellerische Laufbahn 1921 unter dem Pseudonym Cecil Scott Forester. Er schrieb Kriegs-, See- und Abenteuerromane sowie Reisebeschreibungen. 
Forester arbeitete längere Zeit als Korrespondent der Times in London, während des Spanischen Bürgerkriegs in Spanien, und in Prag. Seit 1932 war der Schriftsteller auch wiederholt als Drehbuchautor für Hollywood tätig. Zu den Filmen nach seinen Werken gehören u. a. African Queen und Des Königs Admiral.
Während des Zweiten Weltkriegs arbeitete Forester für das Informationsministerium in Washington, D.C.
Als Schriftsteller gelang ihm 1937 ein überwältigender Erfolg mit Der Kapitän (The Happy Return), wo er seinen Seehelden Horatio Hornblower vorstellte. Hier und in Hornblowers folgenden Abenteuern in An Spaniens Küsten (A Ship of the Line, 1938) sowie Unter wehender Flagge (Flying Colours, 1938) ließ er die große Zeit der britischen Marine wieder aufleben. Bis 1962 erschienen zehn Hornblower-Romane.
Forester starb am 2. April 1966, ohne seinen letzten Hornblower-Roman beendet zu haben. Dieser unvollendete Roman wurde 1967 zusammen mit zwei Kurzgeschichten unter dem Titel Zapfenstreich (Hornblower and the Crisis. An unfinished novel) veröffentlicht.

## Rezeption
Des Königs Admiral ist die Verfilmung dreier Bücher aus Foresters mehrbändigem Zyklus um den (fiktiven) Seehelden Horatio Hornblower und dessen Karriere zur Zeit der Napoleonischen Kriege. Durch die lebendigen und fesselnden Schilderungen des Lebens an Bord britischer Kriegsschiffe von 1794 bis 1823 begründete Forester das – besonders in England – populäre Genre „Marinehistorischer Roman“.
Forester war einer der meistgelesenen Autoren der 1950er- und 1960er-Jahre. Seine Romane erreichten Millionenauflagen.
Die in Großbritannien gegründete "CS Forester Society" bewahrt weltweit das Andenken an Forester.

## Werke

### Hornblower-Zyklus
- The Happy Return. Penguin, Harmondsworth 1980 (EA London 1937).[1]

Deutsch: Der Kapitän. Ullstein, München 2003, ISBN 3-548-25655-4.
- A Ship of the Line. Little, Brown, Boston, Mass. 1985, ISBN 0-316-28936-1 (EA London 1938).

Deutsch: An Spaniens Küsten. Ullstein, Berlin 2005, ISBN 3-548-26263-5 (EA Hamburg 1947)
- Flying Colours. Little, Brown, Boston, Mass. 1986, ISBN 0-316-28939-6 (EA London 1938)

Deutsch: Unter wehender Flagge. Ullstein, Frankfurt am Main 1996, ISBN 3-548-23789-4 (EA Hamburg 1949)
- The Commodore. Joseph Books, London 1951 (EA London 1945)

Deutsch: Der Kommodore. Ullstein, Berlin 1997, ISBN 3-548-24175-1 (EA Hamburg 1948)
- Lord Hornblower. Little, Brown, Boston, Mass. 2000, ISBN 0-316-28943-4 (EA London 1946)

Deutsch: Lord Hornblower. Ullstein, Berlin 1997, ISBN 3-548-24171-9.
- Mr Midshipman Hornblower. Penguin, Harmondsworth 1991, ISBN 0-14-001115-3 (EA London 1950)

Deutsch: Fähnrich zur See Hornblower. Ullstein, Frankfurt am Main 1963 (EA Hamburg 1949)
- Lieutenant Hornblower. Penguin, Harmondsworth 2006, ISBN 0-14-011941-8 (EA London 1952)

Deutsch: Leutnant Hornblower. Weltbild-Verlag, Augsburg 1993, ISBN 3-89350-606-3.
- Hornblower and the „Atropos“. Penguin, Harmondsworth 2006, ISBN 0-14-102504-2 (EA London 1953)

Deutsch: Hornblower wird Kommandant. Ullstein, Berlin 2004, ISBN 3-548-26261-9.
- Hornblower in the West Indies. Sphere Books, London 1980, ISBN 0-7221-0508-8 (EA London 1958)

Deutsch: Hornblower in Westindien. Ullstein, Berlin 2005, ISBN 3-548-26267-8.
- Hornblower and the „Hotspur“. Penguin, Harmondsworth 1980, ISBN 0-14-002901-X (EA London 1962)

Deutsch: Hornblower auf der „Hotspur“. Ullstein, Berlin 1998, ISBN 3-548-24310-X (EA Hamburg 1967)
- Hornblower and the Crisis. An unfinished novel. Joseph Books, London 1972, ISBN 0-7181-0181-2 (EA London 1967)

Deutsch: Zapfenstreich. Ullstein, Berlin 2006, ISBN 3-548-26268-6.

### Einzelne Romane
- Pawn Among Kings. Methuen, London 1924.
- Payment Deferred. Lythway Press, Bath 1977, ISBN 0-85046-717-9 (EA London 1926)
  - Deutsch: Zahlungsaufschub. Ullstein, Frankfurt am Main 1988, ISBN 3-548-10564-5.
  - Neuübersetzung: Grausame Schuld. dtv premium, München März 2015, ISBN 978-3-423-26045-9 (übersetzt von Britta Mümmler).
- Love Lies Dreaming. John Lane Books, London 1927.
- The Wonderful Week. John Lane Books, London 1927.[4]
- The Shadow of the Hawk. 1928.
- Brown on Resolution. Joseph Books, London 1969 (EA London 1929)
  - Deutsch: Brown von der Insel. Ullstein, Frankfurt am Main 1984, ISBN 3-548-21009-0.
- Plain Murder. Pan Books, London 1970 (EA London 1930).
  - Deutsch: Ein glatter Mord. Ullstein, Frankfurt am Main 1989, ISBN 3-548-10612-9.
  - Neuübersetzung: Gnadenlose Gier. dtv premium, München 2014, ISBN 978-3-423-26020-6 (übersetzt von Britta Mümmler).
- Death to the FrenchTriad Press, St. Albans 1977, ISBN 0-583-12820-3 (EA London 1932)
  - Deutsch: Tod den Franzosen. Ullstein, Frankfurt am Main 1988, ISBN 3-548-21092-9.[5]
- The Gun. Longmans, Green, London 1964 (EA London 1933)
  - Deutsch: Stolz und Leidenschaft. Geschichte aus dem spanischen Krieg Napoleons. Rowohlt, Reinbek 1960 (EA Hamburg 1957).[6]
- The Peacemaker. Joseph Books, London 1974 (EA London 1934).
- The African Queen. Penguin, Harmondsworth 1980, ISBN 0-14-001112-9 (EA London 1935)
  - Deutsch: Die „African Queen“. Ullstein, Berlin 1999, ISBN 3-548-24620-6.
- The General. Penguin, Harmondsworth 1979, ISBN 0-14-001117-X (EA London 1936)
  - Deutsch: Ein General. Rowohlt, Reinbek 1956.
- Captain from Connecticut. Joseph Books, London 1954 (EA London 1941)
  - Deutsch: Der Kapitän aus Connecticut. Scherz Verlag, Bern 1962.
- The Ship. Penguin, Harmondsworth 1965 (EA London 1943)
  - Deutsch: Das Schiff. Krüger Verlag, Hamburg 1966.
- The Sky and the Forest. Joseph Books, London 1948.
- Randall and the River of Time. 2. Auflage. Joseph Books, London 1951.
  - Deutsch: Randall. Krüger Verlag, Hamburg 1952.
- The Good Shepherd. Joseph Books, London 1955.
  - Deutsch: Konvoi 1943. Eduard Kaiser Verlag, Wien 1963 (EA Hamburg 1957)
- The Pursued. Penguin, London 2012, ISBN 978-0-14-119808-8 (EA London 2011; entstand 1935, wurde aber erst posthum veröffentlicht).
  - Deutsch: Tödliche Ohnmacht. Kriminalroman. dtv premium, München 2013, ISBN 978-3-423-24971-3 (übersetzt von Britta Mümmler).

### Kinderbücher
- Poo-Poo and the Dragons. Little, Brown, Boston, Mass. 1942.
  - Deutsch: Drachen hat nicht jeder. Sauerländer, Aarau 1973 (EA Gütersloh 1966; Illustrationen von Wiltrud Roser, übersetzt von Adolf Himmel)
- The Barbary Pirates. Macdonald Publ., London 1956.

### Theaterstücke
- U 97. A play in three acts. The Bodley Head, London 1931.
  - Deutsch: U.B. 116. Schauspiel in drei Akten. Drei-Masken-Verlag, Berlin 1931 (übersetzt von Karl Lerbs)[7]
- Nurse Cavell. Lane Booke Books, London 1933 (zusammen mit Carl Erich Bechhofer Roberts).

### Sachbücher
- Napoleon and his Court. Methuen, London 1924.
- Josephine, Napoleon's Empress. Methuen, London 1925.
- Victor Emmanuel II. and the Union of Italy. Methuen, London 1927.
- Louis XIV. King of France and Navarra. Methuen, London 1928.
- Nelson. Chatham Publ., London 2001, ISBN 1-86176-178-3 (EA London 1929)
  - Deutsch: Nelson. 3. Auflage. Schweizer Druck- und Verlagshaus, Zürich 1947.
- Voyage of the Annie Marble. French waterways. Lane Publ., London 1929.
- The Annie Marble in Germany. Lane Publ. London 1930.
  - Deutsch: Eine Bootsfahrt in Deutschland. Krüger Verlag, Hamburg 1938.
- Marionettes at Home. With Appendix „An example of a puppet play“. Joseph Books, London 1936.
- The Earthly Paradise. Penguin, Harmondsworth 1962 (EA London 1940)
  - deutsch Übersetzung: Das verlorene Paradies. Scherz Verlag, Bern 1941 (übersetzt von Martin Beheim-Schwarzbach)
- The age of fighting sail. The story of the naval war of 1812. Chapman Billies, Sandwich, Mass. 1977, ISBN 0-939218-06-2[8]
- Hunting the Bismarck. Joseph Books, London 1959.[9]
  - Deutsch: Die letzte Fahrt der Bismarck. Ullstein, Frankfurt am Main 1992, ISBN 3-548-22430-X.
- The Hornblower Companion. Joseph Books, London 1977, ISBN 0-07-180187-1 (EA London 1964)
  - Deutsch: Hornblower Lotse. Krüger Verlag, Hamburg 1965.
- Long Before Forty. 1967.

## Verfilmungen
- 1932: Zahlungsaufschub (Payment Deferred) – Regie: Lothar Mendes, mit Charles Laughton, Maureen O’Sullivan, Ray Milland
- 1935: Brown on Resolution – Regie: Walter Forde, mit Betty Balfour, John Mills
- 1942: Eagle Squadron – Regie: Arthur Lubin, mit Robert Stack, Diana Barrymore, Jon Hall
- 1942: Commandos Strike at Dawn – Regie: John Farrow, mit Paul Muni, Anna Lee, Lillian Gish
- 1943: Auf ewig und drei Tage (Forever and a Day) – Regie: Edmund Goulding und Cedric Hardwicke, mit George Kirby, Doreen Munroe
- 1951: Des Königs Admiral (Captain Horatio Hornblower R.N.) – Regie: Raoul Walsh, mit Gregory Peck, Virginia Mayo, Christopher Lee
- 1951: African Queen (The African Queen) – Regie: John Huston, mit Humphrey Bogart, Katharine Hepburn, Robert Morley
- 1953: Single-Handed zweite Bearbeitung nach Brown on Resolution – Regie: Roy Boulting, mit Jeffrey Hunter, Michael Rennie
- 1957: Stolz und Leidenschaft (The Pride and the Passion) – Regie: Stanley Kramer, mit Cary Grant, Frank Sinatra, Sophia Loren, nach der Novelle The Gun
- 1960: Die letzte Fahrt der Bismarck (Sink the Bismarck!) – Regie: Lewis Gilbert, mit Kenneth More, Dana Wynter, Carl Möhner
- 1974: Drachen hat nicht jeder ( Poo-Poo and the dragons) Fernsehspiel der Augsburger Puppenkiste, Regie: Manfred Jenning
- 1998–2003: Hornblower (achtteilige Filmreihe im britischen Fernsehen, deutsche DVD-Ausgabe)
- 2020: Greyhound – Schlacht im Atlantik (Greyhound) – Regie: Aaron Schneider, mit Tom Hanks, Elisabeth Shue, Stephen Graham